# Oki-no-Tori-shima
Oki-no-Tori-shima (jap. 沖ノ鳥島) (dosł. „Wyspy Ptaków Otwartego Morza”) – niewielki atol na Morzu Filipińskim. Składa się z trzech małych wysepek:
- Higashi-ko-jima (東小島, Wschodnia Mała Wyspa)
- Kita-ko-jima (北小島, Północna Mała Wyspa),
- Minami-ko-jima (南小島, Południowa Mała Wyspa)

## Historia
Atol odkrył w 1543 roku Bernardo de la Torre lub w 1565 roku Miguel López de Legazpi, stąd pierwsza nazwa europejska brzmiała Parece Vela, co po hiszpańsku znaczy „wyglądająca jak żagiel”. W 1789 roku kotwicę na atolu rzuciła brytyjska 32-działowa fregata „Iphigenia”, dowodzona przez Williama Douglasa (stąd na mapach Admiralicji nosił on nazwę Douglas Reef). W 1922, a następnie w 1925 roku Japończycy przeprowadzili na atolu prace hydrograficzne. Realizował je japoński krążownik pomocniczy „Manshu”.
W 1931 roku Japonia, upewniwszy się, iż żadne państwo nie zgłasza roszczeń do atolu, zadeklarowała rozciągnięcie nań swej suwerenności. Posłużono się zatem casusem „ziemi niczyjej” (terra nullis). Grupa wysepek otrzymała wówczas nazwę Oki-no-Tori-shima. Administracyjnie włączono ją w skład prefektury tokijskiej. W czasie II wojny światowej władzę nad Oki-no-Tori-shima przejęli Amerykanie. Pod jurysdykcję japońską atol wrócił w 1968 roku.

## Spór z Chinami
W 1982 roku Japonia, w oparciu o atol, wyznaczyła wyłączną strefę ekonomiczną o szerokości 200 mil morskich. W ten sposób połączono wyłączne strefy ekonomiczne Wysp Borodino i Iwo Jimy, „zamykając” część morza pełnego wewnątrz japońskiej wyłącznej strefy ekonomicznej. Już w momencie wyznaczania wyłącznej strefy ekonomicznej oba państwa chińskie (Chińska Republika Ludowa i Tajwan) zgłosiły zastrzeżenia, przedstawiając, iż atol nie jest wyspą, lecz skałą, więc nie można na nim oprzeć wyłącznej strefy ekonomicznej. W ten sposób pojawił się spór o charakter atolu. Od końca lat 80. XX wieku Japonia rozbudowuje wyspy, zakładając kolonie koralowców i zapobiegając erozji. W centrum atolu zbudowano także platformę badawczą i lądowisko dla helikopterów.